# 이시하
이시하(중국어: 亦失哈, 1409년~1451년)는 명나라의 여진족 내시였다. 그는 명나라가 만주를 통치하던 시기에 송화강과 아무르강을 따라 여러 차례 탐험을 의뢰한 명나라 황제를 섬겼으며, 오늘날 러시아 영토에 세워진 유일한 명나라 불교 사원 두 곳을 건설한 것으로 알려져 있다.

## 어린 시절
이시하는 원래 해서여진이었으며 14세기 후반에 명나라 군대에 의해 체포된 것으로 간주된다. 그는 두 명의 중요한 환관인 왕진과 조길상 밑에서 일했다. 현대 역사가들은 그가 황실 정치에 참여하고 만주(여진) 출신의 영락 황제의 첩을 섬기면서 두각을 나타냈다고 추측한다.

## 같이 보기
- 누르간도지휘사사